# Ropica crassepuncta
Ropica crassepuncta är en skalbaggsart som beskrevs av Stefan von Breuning och De Jong 1941. Ropica crassepuncta ingår i släktet Ropica och familjen långhorningar. Inga underarter finns listade i Catalogue of Life.